# A Klub (The Club)
A Klub (The Club) egy londoni klub, melyet 1764 februárjában alapított Joshua Reynolds és Samuel Johnson.

## Jellemzése
Eleinte a tagok hetente egy bizonyos napon találkoztak este a Török Feje vendéglőben (Turk's Head Inn), a londoni Soho negyedében. Később két hétre ritkították az összejöveteleket a parlamenti ülések miatt, és a helyszínt is áttették. Jóllehet eredetileg Reynolds ötlete volt a klub létrehozása, mégis Johnsont szokták legtöbbször emlegetni a klubbal kapcsolatban.

## Tagok
A kilenc alapító tag:
- Joshua Reynolds: művész
- Samuel Johnson: író, kritikus
- Edmund Burke: író, politikus
- Dr. Christopher Nugent
- Topham Beauclerk
- Bennet Langton
- Oliver Goldsmith: író
- Anthony Chamier
- John Hawkins: író

Ezután névtelen szavazással döntötték el új tagok felvételét. A bent lévő tagok fekete labdát adtak az esetben, ha a jelöltet nem kívánták felvenni a klubba. Kevéssel az alapító kilenc tag összeállása után az első újonnan beválasztott tag Samuel Dyer misszionárius volt. Hawkins 1768-ban kilépett Burke-el való szóbeli összeütközése miatt. Ekkor a tagok létszámát 12-re csökkentették.

## Kapcsolódó szócikk
- Angol irodalom